# Hermann Amborn

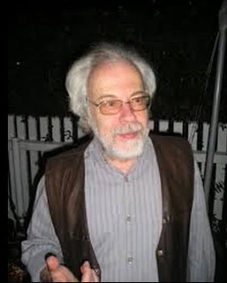
Hermann Amborn (2021)

Hermann Amborn (* 11. April 1933 in Braubach; † 18. Juni 2024 in München) war ein deutscher Ethnologe und Hochschullehrer.

## Werdegang
Nach einer Tätigkeit als Ingenieur begann Hermann Amborn 1964 das Studium der Ethnologie, Vor- und Frühgeschichte sowie Anthropologie, das er 1973 mit der Promotion mit einer Arbeit über die historische und sozioökonomische Bedeutung der Eisenproduktion in Afrika abschloss. Ab 1965 war er für knapp drei Jahre Wissenschaftlicher Mitarbeiter an einem DFG-geförderten Projekt.
Die Habilitation erfolgte im Wintersemester 1986/87 über gesellschaftliche Arbeitsteilung in akephalen/polykephalen Gesellschaften des östlichen Afrikas mit Vergleichen zu Indien.
1978/79 nahm er Gastprofessuren in Hamburg und 1996 an der Kansas State University (Manhattan/Kansas) an. Von 1987 bis zum Ruhestand 1998 war er auf einer C-2-Professur am Institut für Völkerkunde der Ludwig-Maximilians-Universität München angestellt.
Von 1991 bis 2001 war er Sprecher der Arbeitsgemeinschaft Ethik der Deutschen Gesellschaft für Völkerkunde. Während seiner Zeit in München leitete er mehrere Forschungsprojekte. Ethnologische Forschungen führte er in Äthiopien, Kenia und Bali (Indonesien) durch. Mit Vertretern der Burji-Konso-Gruppen pflegte er eine intensive Arbeitsbeziehung.
Amborn publizierte ferner zu folgenden Themen: Aktionsethnologie (diskursive Handlungsforschung), Ethik, ethnische Identität, intensivierte Landwirtschaft, Berufshandwerker, Anthropologie der Landschaft und Bedeutung des Rechts in herrschaftsfreien Gesellschaften.

## Werke (Auswahl)
- Die Bedeutung der Kulturen des Niltals für die Eisenproduktion im subsaharischen Afrika. (Dissertation) Studien zur Kulturkunde. Frobenius-Institut, Frankfurt 1976, ISBN 3515024115
- Differenzierung und Integration. Vergleichende  Untersuchungen  zu Spezialisten und Handwerkern in südäthiopischen Agrargesellschaften. (Habilitationsschrift) Trickster, München 1990
- Unbequeme Ethik. Überlegungen zu einer verantwortlichen Ethnologie. Reimer, Berlin 1993, ISBN 3496025239
- Flexibel aus Tradition / Burji in Äthiopien und Kenia: Unter Verwendung der Aufzeichnungen von Helmut Straube / With explanation of some cultural items in English. Harrassowitz, Wiesbaden 2009, ISBN 3447060832
- Das Recht als Hort der Anarchie. Gesellschaften ohne Herrschaft und Staat. Matthes & Seitz, Berlin 2016, ISBN 978-3-95757-240-0. Materialien vom Autor dazu online
- Law as Refuge of Anarchy. Societies without Hegemony or State. [= Untimely Meditations], MIT Press, Cambridge, MA, 2019